# Who’s Afraid of Red, Yellow and Blue
Who’s Afraid of Red, Yellow and Blue (englisch für ‚Wer hat Angst vor Rot, Gelb und Blau‘) ist ein Bild von Barnett Newman in vier Variationen. Es steht in der Tradition des abstrakten Expressionismus und arbeitet mit der Wirkung großer monochromer Farbflächen und -streifen in Primärfarben.

## Bildbeschreibungen

### Who’s Afraid of Red, Yellow and Blue II
Das symmetrisch aufgebaute Bild ist von einer roten Farbfläche bestimmt. Diese ist in der Mitte durch einen dünnen blauen Streifen, der sich von oben nach unten durchs Bild zieht, gespalten. Am linken und rechten Rand ziehen sich in ähnlicher Weise je ein noch dünnerer gelber Streifen durch das Rot. Künstlerische Gestaltung ist – ähnlich wie beim älteren Werk Das Schwarze Quadrat von Kasimir Malewitsch – aufs Äußerste zurückgenommen. Newman steht aber in einer anderen Tradition als Malewitsch, seine Malerei wurde auch als „abstract imagist“ bezeichnet.
Anders als die reine Geste des kleinflächigen Tafelbildes von Malewitsch wirkt bei Newmann das Bild als Objekt im Raum durch seine Größe auf den Betrachter. Die Farbe Rot als beruhigendes Element dominiert, wird aber ihrerseits durch den blauen Streifen gebrochen und in Unruhe versetzt. Die gelben Streifen am Rand sind nur noch in den Augenwinkeln sichtbar, steht man direkt vor dem Gemälde. Die Symmetrie trägt zu der intensiven, beunruhigenden Wirkung beim Betrachter bei.
Der Titel mit dem Bezug auf die Primärfarben Rot, Gelb und Blau verweist aber auch auf den abstrakten Maler Piet Mondrian, der diese in seinem späteren Werk hauptsächlich anwendete, wobei man den provokativen Titel auch als Herausforderung verstehen kann. Ebenso wie Mondrian benutzte auch Newman Klebeband zur Herstellung der geraden Linien.

### Die Variationen I, III und IV
Die drei Variationen verändern die Verhältnisse der Farbflächen zueinander, behalten aber die drei Grundfarben und die senkrechte Gliederung durch die Farbfelder bei, während Reihenfolge und Breite der einzelnen Farbfelder variieren.

## Rezeption
Der Bildtitel nimmt Bezug auf das Theaterstück Who’s Afraid of Virginia Woolf von Edward Albee, das 1962 uraufgeführt wurde. Dieses wiederum beruht auf dem Kinderlied Who’s afraid of the big bad wolf?
1998 komponierte der irische Komponist Ian Wilson ein Konzert für Altsaxophon und Orchester mit dem Titel Who’s Afraid of Red, Yellow and Blue? In einem Kommentar zu seinem Stück bezieht sich Wilson ausdrücklich auf Newman, der „… Zugang zu dem Stück verschaffe“.
Der Film Wer hat Angst vor rotgelbblau, Regie und Drehbuch Heiko Schier, bedient sich des inzwischen weit bekannten Titels von Newmans Bild als Aufhänger für seinen Film, der im Milieu der zeitgenössischen Berliner Kunstszene spielt.
Neon - Who is afraid of red, yellow and blue ist der Titel einer Ausstellung von 2012 in der Pariser Galerie Maison Rouge, in der die Neonkunst von den 1940er Jahren bis zur Gegenwart gezeigt wird.
Robert Irwins Who’s Afraid of Red, Yellow, and Blue ist der Titel seiner Installation in der New Yorker Galerie Pace Wildenstein, 2006/07.
Das Theaterstück von 2016 Wer hat Angst vor Hugo Wolf? von Herbert Fritsch ist visuell inspiriert von Newmans Bild.

## Beschädigungen

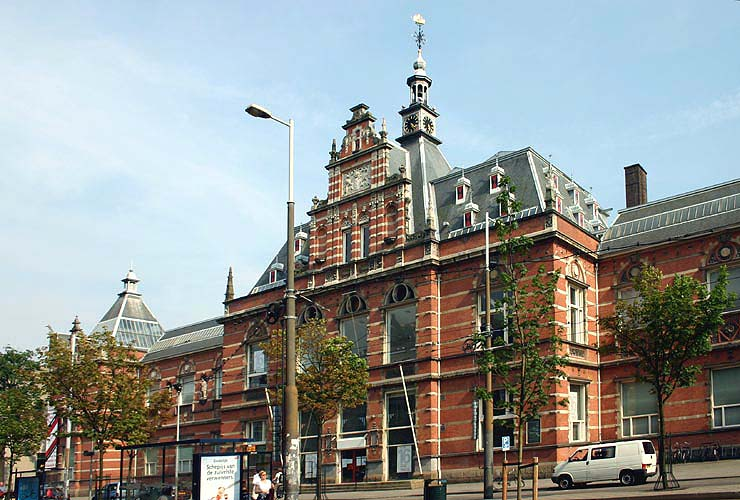
Stedelijk Museum

Die vierte Variation wurde 1982 von der Neuen Nationalgalerie in Berlin erworben, was zu heftigen Kontroversen in der Öffentlichkeit führte. Das Bild wurde in der Boulevardpresse als „Werk eines Anstreicherlehrlings“ bezeichnet, Direktor Dieter Honisch erhielt Morddrohungen. Am 13. April desselben Jahres fügte der Veterinärmedizinstudent Josef Nikolaus Kleer dem Bild, von dem er sich provoziert fühlte, schwere Beschädigungen zu.
Who’s Afraid of Red, Yellow and Blue III im Amsterdamer Stedelijk Museum wurde am 21. März 1986 durch Messerstiche eines Besuchers schwer beschädigt. Die folgende Restaurierung, deren Kosten auf dreihundert- bis vierhunderttausend US-Dollar geschätzt und die von Kritikern als dilettantisch abgestempelt wurde, löste eine ebenso heftige landesweite Diskussion aus wie der Vandalismus des nach eigener Aussage gestörten Täters, der 1997 am selben Ort ein weiteres Bild von Newman beschädigte.